# 小行星6625
小行星6625（英語：6625 Nyquist）是一颗围绕太阳公转的小行星。1981年3月2日，舒爾特·巴斯在赛丁泉山发现了此天体。
这颗小行星的绝对星等为206.45025等。